# Francesco Colonnese
Francesco Colonnese (Potenza, 10 agosto 1971) è un allenatore di calcio ed ex calciatore italiano, di ruolo difensore.

## Caratteristiche tecniche

### Giocatore
Era un difensore grintoso e forte fisicamente, adatto a marcare avversari veloci.

## Carriera

### Giocatore

#### Club

Colonnese al Napoli nella stagione 1996-1997

Dopo aver iniziato la sua scalata nelle giovanili dell'Avigliano e aver fatto esperienza nel Potenza (sua città natale, nell'allora categoria C2), Giarre (C1) e Cremonese (Serie B, con cui vince il 27 marzo 1993, nello stadio di Wembley, la Coppa Anglo-Italiana contro il Derby County). Nella stagione 1993-94 fa il suo esordio in Serie A con la Cremonese conquistando la salvezza con un decimo posto in classifica. L'anno successivo approda in Serie A alla Roma alla corte di Carlo Mazzone, dove gioca 5 gare. Nella stagione 1995-1996 viene acquistato dal Napoli, allora allenato da Vujadin Boškov. Dopo poche partite si guadagna stabilmente la maglia da titolare e nella stagione successiva, con mister Luigi Simoni in panchina, sfiora la conquista della Coppa Italia, persa solo dopo i tempi supplementari contro il Vicenza.
A partire dalla stagione 1997-1998, seguendo l'allenatore Simoni, indossa la maglia dell'Inter, con cui vince la Coppa UEFA e ottiene un secondo posto in Serie A, contribuendo con ottime prestazioni a rendere la difesa nerazzurra la meno battuta del campionato. Dopo la sua miglior stagione lui e tutta la squadra subiscono un'inesorabile flessione culminata con l'esonero di Simoni e l'approdo in panchina di Mircea Lucescu. Nella stagione successiva, sotto la guida tecnica di Marcello Lippi non ricopre più il ruolo di titolare e al termine della stagione viene ceduto alla Lazio.
Dal 2000 al 2004 milita nella squadra capitolina dove riesce a conquistare, seppur relegato a un ruolo da comprimario, una Coppa Italia e una Supercoppa italiana. Dal 2004 al 2006 è infine al Siena. La prima stagione termina con una sudata salvezza all'ultima giornata, sotto la guida tecnica di Simoni prima e Luigi De Canio poi; nella seconda stagione è protagonista di una salvezza meno sofferta, alla quale contribuisce con il gol decisivo nel 2-3 all'Olimpico contro la Roma.

#### Nazionale
Con la nazionale Under-21 vanta la vittoria dell'Europeo di categoria del 1994 sotto la guida di Cesare Maldini: l'Italia sconfisse in finale per 1-0 il Portogallo.

### Allenatore
Il 10 dicembre 2012 inizia a frequentare a Coverciano il corso di abilitazione per il master di allenatori professionisti Prima Categoria-UEFA Pro. Nel 2012 allena il ViareggioIl 28 settembre 2013 siede sulla panchina del Padova in Serie B, in qualità di assistente di campo di Bortolo Mutti e successivamente di Michele Serena. Il 25 novembre 2015 diventa il nuovo vice allenatore del Livorno, seguendo anche in questo caso Mutti.

## Dopo il ritiro
È stato opinionista sportivo su varie emittenti, come Telecapri e Premium Calcio, e nella stagione 2014-2015 ha partecipato alla trasmissione 90º minuto della Rai.

## Statistiche

### Presenze e reti nei club
Statistiche aggiornate al termine della carriera da calciatore. 
| Stagione         | Squadra          | Campionato       | Campionato | Campionato | Coppe nazionali | Coppe nazionali | Coppe nazionali | Coppe continentali | Coppe continentali | Coppe continentali | Altre coppe | Altre coppe | Altre coppe | Totale | Totale | Totale |
| Stagione         | Squadra          | Comp             | Pres       | Reti       | Comp            | Pres            | Reti            | Comp               | Pres               | Reti               | Comp        | Pres        | Reti        | Pres   | Reti   |        |
| ---------------- | ---------------- | ---------------- | ---------- | ---------- | --------------- | --------------- | --------------- | ------------------ | ------------------ | ------------------ | ----------- | ----------- | ----------- | ------ | ------ | ------ |
| 1989-1990        | Potenza          | C2               | 15         | 0          | CI-C            | ?               | ?               | -                  | -                  | -                  | -           | -           | -           | 15+    | 0+     |        |
| 1990-1991        | Potenza          | C2               | 24         | 0          | CI-C            | ?               | ?               | -                  | -                  | -                  | -           | -           | -           | 24+    | 0+     |        |
| Totale Potenza   | Totale Potenza   | Totale Potenza   | 39         | 0          |                 | ?               | ?               |                    | -                  | -                  |             | -           | -           | 39+    | 0+     |        |
| 1991-1992        | Giarre           | C1               | 22         | 0          | CI-C            | ?               | ?               | -                  | -                  | -                  | -           | -           | -           | 22+    | 0+     |        |
| 1992-1993        | Cremonese        | B                | 37         | 0          | CI              | 1               | 0               | -                  | -                  | -                  | CAI         | 1+          | 0+          | 39+    | 0+     |        |
| 1993-1994        | Cremonese        | A                | 29         | 0          | CI              | 2               | 0               | -                  | -                  | -                  | -           | -           | -           | 31     | 0      |        |
| Totale Cremonese | Totale Cremonese | Totale Cremonese | 66         | 0          |                 | 3               | 0               |                    | -                  | -                  |             | 1+          | 0+          | 70+    | 0+     |        |
| 1994-1995        | Roma             | A                | 5          | 0          | CI              | 2               | 0               | -                  | -                  | -                  | -           | -           | -           | 7      | 0      |        |
| 1995-1996        | Napoli           | A                | 16         | 0          | CI              | 0               | 0               | -                  | -                  | -                  | -           | -           | -           | 16     | 0      |        |
| 1996-1997        | Napoli           | A                | 31         | 0          | CI              | 7               | 0               | -                  | -                  | -                  | -           | -           | -           | 38     | 0      |        |
| Totale Napoli    | Totale Napoli    | Totale Napoli    | 47         | 0          |                 | 7               | 0               |                    | -                  | -                  |             | -           | -           | 54     | 0      |        |
| ago.- dic 1997   | Roma             | A                | 0          | 0          | CI              | 0               | 0               | -                  | -                  | -                  | -           | -           | -           | 0      | 0      |        |
| Totale Roma      | Totale Roma      | Totale Roma      | 5          | 0          |                 | 2               | 0               |                    | -                  | -                  |             | -           | -           | 7      | 0      |        |
| gen. 1998        | Inter            | A                | 21         | 1          | CI              | 3               | 0               | CU                 | 5                  | 0                  | -           | -           | -           | 29     | 1      |        |
| 1998-1999        | Inter            | A                | 28         | 1          | CI              | 5+1             | 0               | UCL                | 6                  | 0                  | -           | -           | -           | 40     | 1      |        |
| 1999-2000        | Inter            | A                | 7          | 0          | CI              | 4               | 0               | -                  | -                  | -                  | -           | -           | -           | 11     | 0      |        |
| Totale Inter     | Totale Inter     | Totale Inter     | 56         | 2          |                 | 12+1            | 0               |                    | 11                 | 0                  |             | -           | -           | 80     | 2      |        |
| 2000-2001        | Lazio            | A                | 4          | 0          | CI              | 4               | 0               | UCL                | 4                  | 0                  | SI          | 0           | 0           | 12     | 0      |        |
| 2001-2002        | Lazio            | A                | 8          | 0          | CI              | 1               | 0               | UCL                | 1+1                | 0                  | -           | -           | -           | 11     | 0      |        |
| 2002-2003        | Lazio            | A                | 0          | 0          | CI              | 3               | 0               | CU                 | 3                  | 0                  | -           | -           | -           | 6      | 0      |        |
| 2003-2004        | Lazio            | A                | 0          | 0          | CI              | 0               | 0               | UCL                | 0                  | 0                  | -           | -           | -           | 0      | 0      |        |
| Totale Lazio     | Totale Lazio     | Totale Lazio     | 12         | 0          |                 | 8               | 0               |                    | 9                  | 0                  |             | 0           | 0           | 29     | 0      |        |
| 2004-2005        | Siena            | A                | 19         | 0          | CI              | 2               | 0               | -                  | -                  | -                  | -           | -           | -           | 21     | 0      |        |
| 2005-2006        | Siena            | A                | 15         | 1          | CI              | 2               | 0               | -                  | -                  | -                  | -           | -           | -           | 17     | 1      |        |
| Totale Siena     | Totale Siena     | Totale Siena     | 34         | 1          |                 | 4               | 0               |                    | -                  | -                  |             | -           | -           | 38     | 1      |        |
| Totale carriera  | Totale carriera  | Totale carriera  | 281        | 3          |                 | 37+             | 0+              |                    | 20                 | 0                  |             | 1+          | 0+          | 339+   | 3+     |        |

## Palmarès

### Giocatore

#### Club

##### Competizioni nazionali
- Supercoppa italiana: 1

Lazio: 2000
- Coppa Italia: 1

Lazio: 2003-2004

##### Competizioni internazionali
- Coppa Anglo-Italiana: 1

Cremonese: 1992-1993
- Coppa UEFA: 1

Inter: 1997-1998

#### Nazionale
- Campionato d'Europa Under-21: 1

1994